# Лицей имени Д. А. Фурманова
Лицей имени Д. А. Фурманова — памятник истории федерального значения, муниципальное бюджетное образовательное учреждение города Кинешмы Ивановской области, памятник гражданской архитектуры в стиле классицизирующей эклектики. Первоначально реальное училище. Построен в 1904—1906 годах на средства и по заказу вичугского фабриканта и общественного деятеля И. А. Коновалова. В композиционном плане расположен по красной линии улицы, закрепляя угол квартала. В 1911—1912 годах в училище обучался писатель и будущий революционер Дмитрий Фурманов.

## История
Реальное училище было открыто в 1904 году. Здание было построено и оборудовано на средства наиболее видного вичугского фабриканта и общественного деятеля И. А. Коновалова. В дальнейшем он стал попечителем учреждения, и училищу было присвоено его имя. В разные годы среди учеников реального училища были писатель и будущий революционер Дмитрий Фурманов, искусствовед, заслуженный деятель искусств РСФСР И. П. Сокольников, поэт П. П. Кудрявцев, начальник Главной Метеорологической станции СССР, генерал-майор В. И. Альтовский, Герой Советского Союза генерал-лейтенант Александр Рыжов.
В 1909—1912 годах в Кинешме жил писатель и будущий революционер Дмитрий Фурманов. Это время стало важным для формирования его мировоззрения и характера. В 1911—1912 годах он обучался в Кинешемском реальном училище (V—VII классы), где окончательно решил посвятить себя литературе. В Кинешме писал стихи. С 1910 и до конца жизни вёл дневник. В 1912 году в местной газете «Ивановский листок» Фурманов публикует стихотворение «Памяти Д. Д. Ефремова», посвящённое учителю литературы Кинешемского училища. 5 июня 1912 года получил диплом об окончании Кинешемского реального училища.
После Октябрьской революции училище преобразуется в Единую Трудовую школу 2-й ступени. В это время здесь обучались будущий писатель И. П. Смирнов, доктор химических наук Борис Догадкин, заместитель командира авиаполка по политической части в годы Великой Отечественной войны В. И. Тихомиров, военный летчик Д. В. Боровков, повторивший подвиг Гастелло, Герои Советского Союза Юрий Горохов, Георгий Дудников, Василий Панфилов, Николай Смирнов, Владимир Стрелков. В период Великой Отечественной войны многие выпускники сразу после школы уходили на фронт, включая 20 выпускников 1941 года, которые погибли в боях. В это время здание школы использовалось в качестве эвакуационного госпиталя, но школьные занятия не прекращались, они велись в других учебных заведениях Кинешмы и в приспособленных для этого помещениях. Выпускник школы о Юрий Горохов совершил большое число боевых подвигов. С 1943 года он летал на именном истребителе ЯК-7 «Александр Пушкин». Погиб 1 января 1944 года в бою. В честь Юрия Горохова названы улицы в Кинешме и Заволжске.
Занятия в здании школы были возобновлены в 1950 году. В этот период в школу пришли учителя-фронтовики. В 1958 году школа получила имя Д. А. Фурманова. В 1960-х — 1970-х годах в учреждении вводится политехническое обучение, включая слесарное дело, автодело, текстильные профессии, организуются группы подготовки медицинских сестёр.
В 1960-х — 1980-х годах при школе были созданы литературный музей Д. А. Фурманова, организаторами выступили которого Н. Н. Мягкова и З. Ф. Лебедева, и музей боевой славы, организованной Т. А. Солохиной. В целях эстетического воспитания учащихся в течение 10 лет в школе действовала выставка работ кинешемских художников, члена Союза художников СССР Б. П. Кустова и Е. И. Баженовой. В это же время было организовано Научное общество учащихся (НОУ), начинают проводиться День науки и День знатного земляка, в который организовывались встречи учащихся со знатными кинешемцами. Действует литературно-краеведческий клуб «Иволга», созданный Л. И. Соболевской и участвовавший в литературных чтениях, проходивших Ивановском государственном университете, вузах Ленинграда, Горького и других городов. Создаётся клуб интернациональной дружбы «Нормандия-Неман», позднее «Красная гвоздика», в котором учащиеся под руководством А. Н. Тупоревой-Циколенко, а затем Н. А. Григорьевой изучали историю этого авиаполка и вели переписку с его ветеранами во Франции.
В 1980-е годы школа стала одной из первых в Кинешме и Ивановской области, принявших участие в нескольких образовательных экспериментах, включая преподавание курсов «Этика и психология семейной жизни» и «Мировая художественная культура», дифференцированный подход к обучению, организацию профильных педагогических классов. В 1990-е годы созданы классы по социальному, гуманитарному, юридическому, архитектурному, медицинскому профилям, в обучении которых участвовали преподаватели Шуйского государственного педагогического университета, Современного гуманитарного университета, Ивановской государственной архитектурно-строительной академии, Кинешемского медицинского училища. В 2010 году на основании Приказа Управления образования городского округа Кинешма от 17.08.2010 года № 651-Д школа получила статус лицея.

## Архитектура
Представляет собой монументальное кирпичное сооружение. Фасады здания оживлены в разных местах декором в стиле классицизма. В архитектурном отношении оценивается как хороший образец крупного общественного сооружения, для которого характерно преобладание форм классицизма в фасадном декоре. Планировка коридорного типа. Над центральным вестибюлем располагаются обширные залы второго и третьего этажей.
Здание имеет три этажа, П-образное в плане и симметрично по композиции. Центральная часть и фланги главного фасада акцентируют массивные ризалиты, завершённые аттиками. Протяженность фасадов подчёркивают горизонтали карнизов — междуэтажных и венчающего (опирающегося на редкие консоли) и уплощённый дощатый руст нижних этажей. Проёмы окон имеют пологие луковые перемычки. В нижнем полуподвальном этаже их оформляют простые рамочные наличники с замками. Отмечается компоновка окон верхнего этажа фасада в ризалитах: на флангах они группируются по три и имеют обрамление из своеобразного пилястрового портика с треугольным фронтоном, который наложен на аттик; в центральном ризалите, верхний этаж которого повышен благодаря небольшим окнам второго света, крайние проёмы фланкируют пилястры, имеющие массивный архивольт, обрамляющий полуциркульное окно второго света. Над архивольтами — профилированный венчающий карниз, изломанный в виде треугольных щипцов.